# Таалас, Петтери
Ю́кка Пе́ттери Та́алас (фин. Jukka Petteri Taalas; род. 3 июля 1961, Хельсинки, Финляндия) — финский метеоролог. Глава Всемирной метеорологической организации.

## Биография
Родился в 1961 году в Хельсинки. Учился на факультете физики Хельсинкского университета. Получил степень доктора метеорологических наук.
В 1997 году он стал доцентом в Университете Восточной Финляндии, а также читал лекции по динамике атмосферы, глобальных изменений и наблюдений Земли в Хельсинкском университете и Хельсинкском технологическом университете. В 2000—2002 году — профессор-исследователь в области дистанционного зондирования озонового слоя. В 2002 году стал директором Финского метеорологического института. В 2005 году — директор Департамента развития и региональной деятельности. В 2007 году вернулся на должность директора Метеорологического института, которую занимал до 2015 года.
Автор около 50 публикаций по спутниковых технологий, глобальных изменений климата и химии атмосферы, а также десятков других публикаций и презентаций.
С 1 января 2016 года занимает должность Генерального секретаря Всемирной метеорологической организации, на которую был избран Всемирным метеорологическим конгрессом в 2015 году на четырёхлетний срок полномочий.